# Illuminata (Film)
Illuminata ist eine dramatische Komödie aus dem Jahr 1998. Regie führte John Turturro, der auch als Hauptdarsteller fungierte und zusammen mit Brandon Cole das Drehbuch verfasste.

## Handlung
Der Bühnenautor eines kleinen New Yorker Theaters, Tuccio, hat ein neues Stück geschrieben: Illuminata. Er kämpft darum, es aufführen zu dürfen, aber kann sich gegen die Leiter des Theaters nicht durchsetzen. Als es bei einer anderen Aufführung zu einem Zwischenfall kommt, sieht er seine Chance. Das Stück wird spontan aufgeführt. Doch der führende Kritiker Bevalaqua verreißt es. Während sich die Theaterleitung bestätigt fühlt, wird die Situation zur Zerreißprobe für das gesamte Theaterpersonal und für die langjährige Beziehung zwischen Tuccio und Rachel, dem Star des Theaters.

## Rezeption
Bei Rotten Tomatoes erhielt der Film eine Bewertung von 38 % und eine Nutzerwertung von 68 %. Die Internet Movie Database verzeichnet eine Bewertung von 6,2/10. Janet Maslin lobte Turturro in der New York Times dafür, dass er „den Film gut genug inszenier[e], dass der Zuschauer vergisst, dass er ihn inszeniert.“ Darüber hinaus lobt sie die „visuelle Vielfältigkeit“.